# CA 알도시비
클루브 아틀레티코 알도시비(스페인어: Club Atlético Aldosivi)는 아르헨티나에 있는 마르델플라타를 연고로 하는 축구 클럽이다. 이 팀은 1913년 3월 29일에 창단되었으며, 현재 2부 리그인 프리메라 나시오날에 참가하고 있다.

## 수상

### 전국
- 프리메라 B 나시오날 (1): 2017–18

### 지역
- 리가 마르플라텐세 데 푸트볼:
  - 1부 리그 (6): 1973, 1974, 1975, 1989, 1993, 1994
  - 2부 리그 (3): 1923, 1959, 1983
  - 3부 리그 (2): 1941, 1944

## 선수 명단

### 현역
참고: FIFA 자격 규정에 따라 소속된 국가대표팀 국기를 표시합니다. 선수는 복수의 FIFA 비회원국 국적을 가지고 있을 수 있습니다.
| 번호 | 포지션 | 국적 | 이름                |
| ---- | ------ | ---- | ------------------- |
| 21   | DF     |      | 에마누엘 이니구에스 |

| 번호 | 포지션 | 국적 | 이름 |
| ---- | ------ | ---- | ---- |

## 역대 감독
| 감독            | 임기        |
| --------------- | ----------- |
| 페르난도 가고   | 2021        |
| 마르틴 팔레르모 | 2021 ~ 2022 |

## 참고
1. ↑  AFA는 코로나19 범유행으로 중단되었던 강등 체계를 2022 시즌부터 다시 시행하기 위해 2020 시즌부터 3시즌동안의 1부 리그 성적을 경기 수로 나누어 계산한 계수로 순위를 매겨 최하위 두 팀인 알도비시와 파트로나토가 강등되었다.

틀:CA 알도시비 선수 명단